# Gao-Reich
Das Reich von Gao oder Kawkaw, auch Gaoreich, entstand in vorislamischer Zeit am Nigerbogen. Nach Ansicht der frühesten arabischen Geographen war es mächtiger als Ghana im Westen und Kanem im Osten.

## Frühe Machtentfaltung
Seit dem 9. Jahrhundert berichten arabische Geographen von dem großen Reich Kawkaw, das sie östlich des Ghanareiches lokalisieren. Al-Yaqubi beschreibt Kawkaw 873 n. Chr. als das größte und mächtigste Reich Westafrikas. Nach al-Muhallabi verfügte der König über einen Schatz, der hauptsächlich aus Salz bestand und nach al-Bakri herrschte dort ein König, der den Namen oder Titel Qanda trug.

## Handel und frühe Islamisierung
Wichtigster Grund für die Entstehung des Reiches von Gao war die günstige geographische Lage der Stadt am östlichen Nigerbogen weit im Norden der landwirtschaftlichen Nutzfläche des Sahel. Aus Nordafrika wurden Stoffe, Pferde, Waffen, Glas und Perlen, aus der Sahara auch Salz importiert. Exportiert wurden Sklaven und Gold. Die Erhebung von Zöllen besonders auf das wertvolle Salz der Sahara erfolgte zugunsten des Königs. Al-Muhallabi erwähnt ca. 985 n. Chr., dass der Herrscher von Gao zu dieser Zeit bereits ein Muslim war. Die lebhaften Handelsbeziehungen mit Tahert im Maghreb könnten zur frühen Einführung des heterodoxen Ibadi-Islam geführt haben.

## Ursprung der Za-Dynastie

### Traditionelle Geschichte: Übersiedlung der Za von Kukiya nach Gao
Nach den Angaben des al-Sa'di in seiner Chronik Tarikh al-Sudan von 1655 wurde die Za-Dynastie von einem Flüchtling aus dem Jemen in Kukiya etwa 150 km Niger-abwärts von Gao gegründet. Za-Kosoi, der 15. Herrscher dieser Dynastie, sei 1009/10 n. Chr. zum Islam übergetreten. In vielen Darstellungen der Geschichte Songhays wird diese Lesart der Geschichte weiterhin vertreten. Nach den Angaben des Tarikh-el-Fettach ließ sich der Flüchtling aus dem Yemen direkt in Gao nieder und nicht in Kukiya. Im Einklang mit den Nachrichten der arabischen Geographen ist deshalb auf eine Staatsgründung am östlichen Nigerbogen zu schließen.

### Gründung der Zaghe-Dynastie etwa 1087
In der zweiten Hälfte des 11. Jahrhunderts gelangte eine neue Dynastie in Gao an die Macht. Sie hat die Marmorstelen von Gao-Saney hinterlassen, auf denen die Namen des Propheten und der ersten beiden Kalifen mit Sterbedaten vom Beginn des 12. Jahrhunderts verzeichnet sind: Muhammad ibn Abd Allah (st. 1100), Umar ibn al-Khattab (st. 1110), Uthman ibn al-Quhafa (st. 1120). Dadurch wird deutlich, dass die Könige der Zaghe ihre Mission in der Verbreitung des Islam im subsaharanischen Afrika sahen und sich in dieser Beziehung auf eine Stufe mit den Begründern des arabisch-islamischen Weltreiches stellten. Die Inschriften der Stelen liefern für den dritten König auch den lokalen Namen Yama ibn Kima, der in der Liste der Za-Könige der Chroniken von Timbuktu an 18. Stelle wiederzufinden ist. Er ist daher mit dem dritten Nachfolger des ersten muslimischen Königs der Za identisch. Aus dem Synchronismus wird ersichtlich, dass die Za, wie Jean Sauvaget schon geahnt hatte, tatsächlich mit den Zaghe-Königen der Stelen gleichzusetzen sind. Die Islamisierung der Dynastie fand dementsprechend nicht um 1009/10 statt, wie es der Ta'rikh al-Sudan angibt, sondern ca. 1087. Die Zaghe-Könige müssen in Verbindung zu den Almoraviden gestanden haben, denen der Auftrag zur Herstellung der Marmorstelen im spanischen Almería und die anschließende Herbeischaffung der Stelen am ehesten zuzutrauen ist. Zudem deutet der Auffund der Stelen in der Händlerstadt von Gao-Saney und nicht in der Königstadt Gao selbst auf einen Fremdursprung der neuen Herrscher.

### Die Za/Zaghe-Könige von Gao-Saney und die Almoraviden
Die Zaghe betrachteten sich offensichtlich als schwarzafrikanische Fortführer der weltgeschichtlichen Aufgabe der ersten arabischen Herrscher des Islam. Ihr vom Tarikh al-Sudan angegebener Ursprung aus Kukiya südwestlich von Gao, der vom Tarikh al-Fattash nicht bestätigt wird, ist mit ihren engen Verbindungen zu den Almoraviden nicht vereinbar. Vielmehr ist mit einer Verknüpfung des unter dem Druck der Almoraviden 1076 eingeführten Sunni-Islam in Ghana zu rechnen. Es ist anzunehmen, dass der König von Ghana Yama ibn Kima sich nach dem Tod des Almoravidenführers Abu Bakr ibn Umar vor religiösen Eiferern nach Gao zurückziehen musste. Hier genoss er weiterhin den Schutz der Massufa von Tadmekka, einer Untergruppe der Almoraviden, die vermutlich die Herstellung und Herbeischaffung der Marmorstelen von Gao-Saney aus dem spanischen Almería organisierten.

### Identität der Za/Zaghe Herrscher und die Geschichte von Songhai
Aus der Identifikation der Zaghe mit den Za ergeben sich somit wichtige Konsequenzen für die Geschichte des Gao-Reiches:
- Die Za waren keine aus Kukiya stammenden Songhayherrscher (bisherige Lehrmeinung).[10]
- Die Za können nicht als neu eingesetzte schwarzafrikanische Kleinkönige angesehen werden, die als gehorsame Vasallen der Almoraviden fungierten.[11]
- Als hochangesehene ehemalige Könige von Ghana spielten die Za/Zaghe auch in den Augen der Almoraviden eine wichtige Rolle in der Verbreitung des Sunni-Islams südlich der Sahara.

Nichts deutet somit auf eine relativ späte Machtübernahme der aus Kukiya stammenden Songhai. Es ist vielmehr anzunehmen, dass die Songhay schon in ältester Zeit in Gao ansässig waren. Insbesondere die frühen Qanda Könige scheinen aus ihnen hervorgegangen zu sein.
Die Jemen-Tradition, der Songhai-Name und der vormalige königliche Dongo/Shango Kult liefern darüber hinaus Hinweise auf eine frühe Einwanderung aus dem alten Vorderen Orient.

## Maliherrschaft über den Nigerbogen (1300–1430)

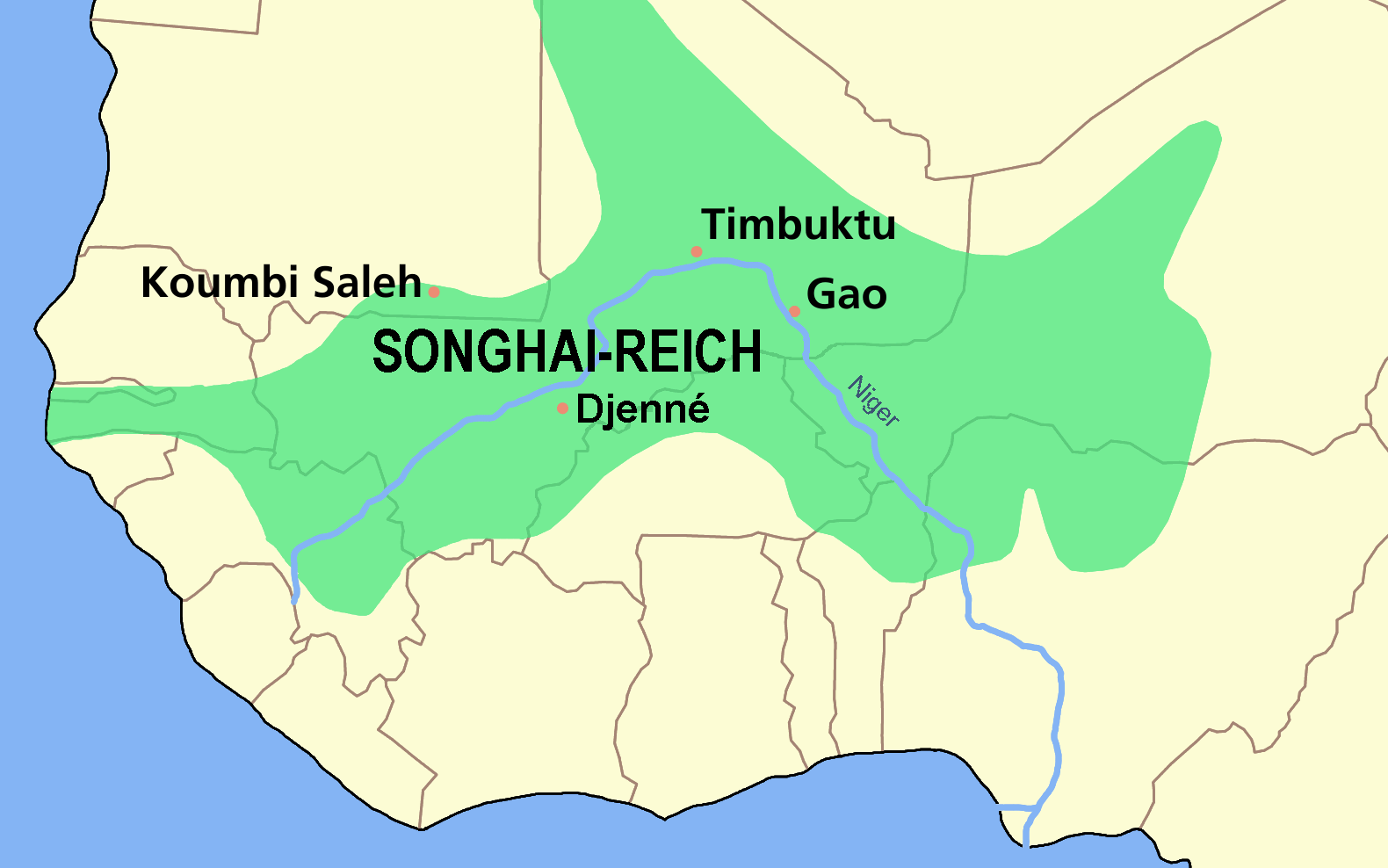
Das Songhaireich in seiner mutmaßlichen Ausdehnung Anfang des 16. Jahrhunderts

Weit im Süden von Ghana und Gao kam es in der ersten Hälfte des 13. Jahrhunderts unter Sunjata am oberen Niger zur Gründung und Islamisierung des Malireiches. Zur Konsolidierung ihrer Herrschaft riefen die Za/Zaghe die Keita-Könige von Mali zu Hilfe. Sie standen unter dem Druck der Sonni, die im Namen des Islam nach der Macht strebten. Aufgrund des Zweckbündnisses zwischen den Za und den Keita, mussten sich die Sonni vor der Übermacht der Verbündeten nach Kukiya Niger-abwärts zurückziehen. Das Bündnis war einerseits auf dem gemeinsamen Ghana-Erbe und andererseits auf der verbindenden Mande-Identität der Za und der Keita gegründet. Dennoch spielten die Za im erweiterten Malireich nur eine untergeordnete Rolle.
Im späten 14. Jahrhundert wurde die innere Stabilität Malis durch dynastische Wirren erschüttert. Ohne die Rückendeckung durch die Keita konnten die Za dem Druck der Sonni nicht standhalten. Mit Unterstützung der Songhai-Reiterkrieger vertrieben die Sonni die Za aus Gao und errichteten ihre eigene Herrschaft. So entstand auf den Trümmern des nordöstlichen Malireiches das Songhaireich.